# Balearjo
Balearjo is een bestuurslaag in het regentschap Malang van de provincie Oost-Java, Indonesië. Balearjo telt 3908 inwoners (volkstelling 2010).